# Cyril V. Jackson
Pour les articles homonymes, voir Cyril Jackson et Jackson.
Cyril V. Jackson (Ossett, 5 décembre 1903 – Pietermaritzburg, février 1988) est un astronome sud-africain.

## Biographie
Né dans le Yorkshire en Angleterre, son père émigra en Afrique du Sud en 1911.
Il travailla à l'observatoire de l'Union à Johannesbourg de 1928 à 1947 (anciennement connu sous le nom observatoire du Transvaal puis rebaptisé observatoire de la République). Il fut ensuite directeur de l'observatoire Yale's Columbia Southern à Johannesbourg. À cause de la pollution lumineuse, cet observatoire fut fermé en 1951 et il supervisa le transfert de ses instruments vers l'observatoire du Mont Stromlo en Australie (le télescope Yale-Columbia fut détruit par l'incendie du 18 janvier 2003 qui dévasta le Mont Stromlo).
Il travailla au Mont Stromlo de 1957 à 1963. En 1963, Yale rouvrit son observatoire Columbia Southern, à El Leoncito en Argentine, dont il fut directeur jusqu'à sa retraite en 1966.
Il découvrit plusieurs comètes, dont les comètes périodiques 47P/Ashbrook-Jackson et 58P/Jackson-Neujmin.
Il découvrit également de soixante douze astéroïdes dans la première partie de sa carrière à l'observatoire de l'Union. L'astéroïde (2193) Jackson est nommé en son honneur.

## Astéroïdes découverts
| (1116) Catriona  | 5 avril 1929       |                 |
| (1186) Turnera   | 1er août 1929      |                 |
| (1193) Africa    | 24 avril 1931      |                 |
| (1194) Aletta    | 13 mai 1931        |                 |
| (1195) Orangia   | 24 mai 1931        |                 |
| (1196) Saba      | 21 mai 1931        |                 |
| (1197) Rhodésie  | 9 juin 1931        |                 |
| (1242) Zambesia  | 28 avril 1932      |                 |
| (1243) Pamela    | 7 mai 1932         |                 |
| (1244) Deira     | 25 mai 1932        |                 |
| (1245) Calvinia  | 26 mai 1932        |                 |
| (1246) Chaka     | 23 juillet 1932    |                 |
| (1248) Jugurtha  | 1er septembre 1932 |                 |
| (1264) Letaba    | 21 avril 1933      |                 |
| (1268) Libya     | 29 avril 1930      |                 |
| (1278) Kenya     | 15 juin 1933       |                 |
| (1279) Uganda    | 15 juin 1933       |                 |
| (1282) Utopia    | 17 août 1933       |                 |
| (1318) Nerina    | 24 mars 1934       |                 |
| (1319) Disa      | 19 mars 1934       |                 |
| (1320) Impala    | 13 mai 1934        |                 |
| (1321) Majuba    | 7 mai 1934         |                 |
| (1323) Tugela    | 19 mai 1934        |                 |
| (1324) Knysna    | 15 juin 1934       |                 |
| (1325) Inanda    | 14 juillet 1934    |                 |
| (1326) Losaka    | 14 juillet 1934    |                 |
| (1327) Namaqua   | 7 septembre 1934   |                 |
| (1349) Bechuana  | 13 juin 1934       |                 |
| (1354) Botha     | 3 avril 1935       |                 |
| (1355) Magoeba   | 30 avril 1935      |                 |
| (1356) Nyanza    | 3 mai 1935         |                 |
| (1357) Khama     | 2 juillet 1935     |                 |
| (1358) Gaika     | 21 juillet 1935    |                 |
| (1359) Prieska   | 22 juillet 1935    |                 |
| (1360) Tarka     | 22 juillet 1935    |                 |
| (1362) Griqua    | 31 juillet 1935    |                 |
| (1367) Nongoma   | 3 juillet 1934     |                 |
| (1368) Numidie   | 30 avril 1935      |                 |
| (1393) Sofala    | 25 mai 1936        |                 |
| (1394) Algoa     | 12 juin 1936       |                 |
| (1396) Outeniqua | 9 août 1936        |                 |
| (1397) Umtata    | 9 août 1936        |                 |
| (1427) Ruvuma    | 16 mai 1937        |                 |
| (1428) Mombasa   | 5 juillet 1937     |                 |
| (1429) Pemba     | 2 juillet 1937     |                 |
| (1430) Somalia   | 5 juillet 1937     |                 |
| (1431) Luanda    | 29 juillet 1937    |                 |
| (1432) Ethiopia  | 1er août 1937      |                 |
| (1456) Saldanha  | 2 juillet 1937     |                 |
| (1467) Mashona   | 30 juillet 1938    |                 |
| (1468) Zomba     | 23 juillet 1938    |                 |
| (1474) Beira     | 20 août 1935       |                 |
| (1490) Limpopo   | 14 juin 1936       |                 |
| (1505) Koranna   | 21 avril 1939      |                 |
| (1506) Xosa      | 15 mai 1939        |                 |
| (1595) Tanga     | 19 juin 1930       | avec H. E. Wood |
| (1634) Ndola     | 19 août 1935       |                 |
| (1638) Ruanda    | 3 mai 1935         |                 |
| (1641) Tana      | 25 juillet 1935    |                 |
| (1676) Kariba    | 15 juin 1939       |                 |
| (1712) Angola    | 28 mai 1935        |                 |
| (1784) Benguella | 30 juin 1935       |                 |
| (1816) Liberia   | 29 janvier 1936    |                 |
| (1817) Katanga   | 20 juin 1939       |                 |
| (1948) Kampala   | 3 avril 1935       |                 |
| (1949) Messina   | 8 juillet 1936     |                 |
| (2066) Palala    | 4 juin 1934        |                 |
| (2825) Crosby    | 19 septembre 1938  |                 |
| (2865) Laurel    | 31 juillet 1935    |                 |
| (3768) Monroe    | 5 septembre 1937   |                 |
| (5452) 1937 NN   | 5 juillet 1937     |                 |
| (7102) Neilbone  | 12 juillet 1936    |                 |